# Maria de Baden
Maria Isabel Guilhermina de Baden (em alemão: Marie Elisabeth Wilhelmine von Baden; Karlsruhe, 7 de setembro de 1782 — Bruchsal, 8 de dezembro de 1808) foi uma duquesa-consorte de Brunsvique-Volfembutel e de Brunsvique-Oels.

## Família
Maria foi a quinta filha de Carlos Luís, Príncipe-Herdeiro de Baden e da condessa Amália de Hesse-Darmstadt. Entre as suas irmãs estavam a princesa Luísa de Baden, esposa do czar Alexandre I da Rússia e a princesa Frederica de Baden, esposa do rei Gustavo IV Adolfo da Suécia. Os seus avós paternos eram o marquês Carlos Frederico de Baden e a condessa Carolina Luísa de Hesse-Darmstadt. Os seus avós maternos eram Luís VIII, Conde de Hesse-Darmstadt e a duquesa Carolina do Palatinado-Zweibrücken.

## Vida

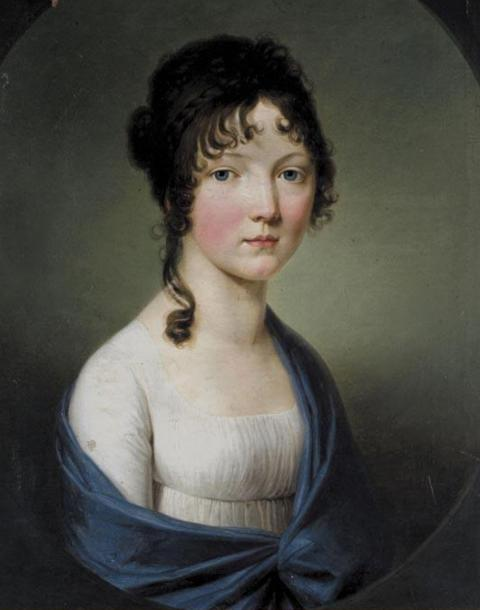
Maria de Baden

Na altura das invasões francesas, Maria viveu em Prenzlau. Em 1806, o seu sogro fugiu das tropas de Napoleão Bonaparte em Altona onde acabaria por morrer dos ferimentos que recebeu em batalha. Maria e a sua sogra, a princesa Augusta da Grã-Bretanha visitaram os feridos nas tendas de campanha, mas quando o exército francês estava a avançar na direcção de Hamburgo foram aconselhadas pelo embaixador inglês a fugir e partiram pouco antes da sua morte. Ambas foram convidadas a ir para a Suécia pelo cunhado de Maria, o rei Gustavo IV Adolfo. Augusta preferiu ficar com a sua sobrinha, a princesa Luísa Augusta da Dinamarca em Augustenburg, mas Maria aceitou o convite e, juntamente com os seus filhos, ficou com a irmã em Malmö onde não tinha corte real. O seu esposo teve permissão do imperador para ficar em Altona.
O seu irmão, o príncipe-herdeiro de Baden, era casado com Estefânia de Beauharnais e aliado de Napoleão, tendo-se juntado a ele em Berlim na mesma altura que a sua família estava exilada. Napoleão recusou encontrar-se com o marido de Maria, mas disse que gostava de a ver a ela, pelo que o seu irmão lhe escreveu a pedir-lhe que fosse à Alemanha para se encontrar com Napoleão em Berlim. Maria começou a viagem, mas foi parada em Stralsund por ordem do marido, visto que havia rumores de que o imperador francês planeava casar Maria com o seu irmão Jerônimo Bonaparte. O marido adorava-a e visitou-a anonimamente na Suécia duas vezes, apesar de este ser considerado território inimigo.
Durante a sua estadia na Suécia, Maria viveu com a família em Malmö e não com a corte real em Estocolmo. Dizia-se que Maria estava habituada a tratar as suas damas-de-companhia informalmente e sentia-se aborrecida e presa na vida familiar simples, isolada da sociedade e achava o seu cunhado demasiado temperamental e difícil de entender. Em Maio de 1807, a sua irmã Frederica deixou Malmö para dar à luz na corte sueca e pediu a Maria que a acompanhasse, mas o seu cunhado exigiu que ela regressasse à Alemanha, ao que ela obedeceu.

## Casamento e descendência
No dia 1 de novembro de 1802, Maria casou-se em Karlsruhe com o duque Frederico Guilherme, Duque de Brunsvique-Volfembutel. O casal teve três filhos antes de Maria morrer de febre puerperal quatro dias depois de dar à luz uma filha que nasceu morta. Os seus filhos foram:
- Carlos II de Brunsvique (30 de outubro de 1804 - 19 de agosto de 1873), morreu solteiro e sem descendência.
- Guilherme de Brunsvique (25 de abril de 1806 - 18 de outubro de 1884), morreu solteiro e sem descendência legitima.
- Filha sem nome (16 de abril de 1808)